# Eligiusz Niewiadomski
Eligiusz Niewiadomski, född 1 december 1869 i Warszawa, död (avrättad) där 31 januari 1923, var en polsk konstkritiker och modernistisk målare. Han mördade Polens första president Gabriel Narutowicz. Niewiadomski tillhörde nationaldemokraterna, var antisemit och tog avstånd från Józef Piłsudski. 

## Biografi
Niewiadomski stammade från en gammal adlig släkt, känd sedan 1500-talet, med sköldemärket 'Prus'. Han utbildade sig på konstakademin i Sankt Petersburg 1888-1894 och 1894-1896 på akademin i Paris. Efter återkomsten till Polen arbetade han som föreläsare och lärare på konstakademin i Warszawa. Som många samtida vurmade han för Zakopane och friluftslivet i bergen, han var en pionjär i polsk taternism och framställde en av de första kartorna över Tatra med inlagda turiststråk och vyer. Under och efter studietiden var han aktiv i de politiska underjordiska och illegala organisationerna och fängslades av den ryska polisen i Warszawa 1901. 
I slutet av första världskriget återgick han som föreläsare i konsthistoria, han målade porträtt och illustrerade tidskrifter. 1 mars 1918 blev han föreståndare för avdelningen för måleri och skulptur på kulturministeriet under regentrådets styre. Vid den bolsjevikiska offensiven 1920 begärde han tjänstledigt för att enrollera sig i den polska armen. Av åldersskäl blev han emellertid inte antagen, han var då 51 år. På rekommendation av general K. Sosnkowski fick han arbeta med underrättelsetjänst på generalstaben. Senare lyckades han bli överförd till Femte infanteriregementet i Legionerna och stred vid fronten som sergeant tillsammans med sin son Stefan. 1921 demobiliserade han och återvände till sin tidigare tjänst på kulturministeriet.
Den 16 december 1922, blott fem dagar efter att Narutowicz hade svurit presidenteden, avlossade Niewiadomski tre pistolskott mot presidenten under en vernissage på konstgalleriet Zachęta. Narutowicz avled på platsen. Förövaren försökte inte fly, polisen grep honom omedelbart. Delar av den polska högern hyllade honom som hjälte efter dådet. Den 30 december dömdes Niewiadomski till döden. Hans sista ord inför exekutionspatrullen på morgonen den 31 januari 1923 var: "Jag dör för Polen, som tappas av Piłsudski!"